# Condado de San Bernardino
El condado de San Bernardino (en inglés: San Bernardino County), fundado en 1853, es uno de 58 condados del estado estadounidense de California y el de mayor extensión de Estados Unidos. En el año 2009, el condado tenía una población de 2 060 950 habitantes y una densidad poblacional de 32,8 personas por km². La sede del condado es San Bernardino.
Con una población del 53,7% de hispanos en 2020, es el condado de mayoría hispana más poblado de California y el segundo más grande del país.

## Geografía
Según la Oficina del Censo, el condado tiene un área total de 52 071,7 km², de la cual 51 934,4 km² es tierra y 137,3 km² (0,26%) es agua. Es el mayor condado por superficie de California y el mayor de Estados Unidos (excluyendo los distritos de Alaska).

### Condados adyacentes
- Condado de Inyo (norte)
- Condado de Mohave (Arizona) (este)
- Condado de Riverside (sur)
- Condado de Kern (oeste)
- Condado de Los Ángeles (oeste)
- Condado de Orange (suroeste)
- Condado de La Paz, Arizona (sureste)
- Condado de Clark (Nevada) (noreste)

## Demografía
En el censo de 2000, había 1 709 434 personas, 528 594 hogares y 404 374 familias residiendo en el condado. La densidad poblacional era de 33 personas por km². En el 2000 había 601 369 unidades habitacionales en una densidad de 12 por km². La demografía del condado era de 58,91% blancos, 9,09% afroamericanos, 1,17% amerindios, 4,69% asiáticos, 0,30% isleños del Pacífico, 20,82% de otras razas y 5,03% de dos o más razas. 39,16% de la población era de origen hispano o latino de cualquier raza.
Según la Oficina del Censo en 2000 los ingresos medios por hogar en el condado eran de $42 066, y los ingresos medios por familia eran $46 574. Los hombres tenían unos ingresos medios de $37 025 frente a los $27 993 para las mujeres. La renta per cápita para la localidad era de $16 856. Alrededor del 15,80% de la población estaba por debajo del umbral de pobreza.

## Transporte

### Principales autopistas

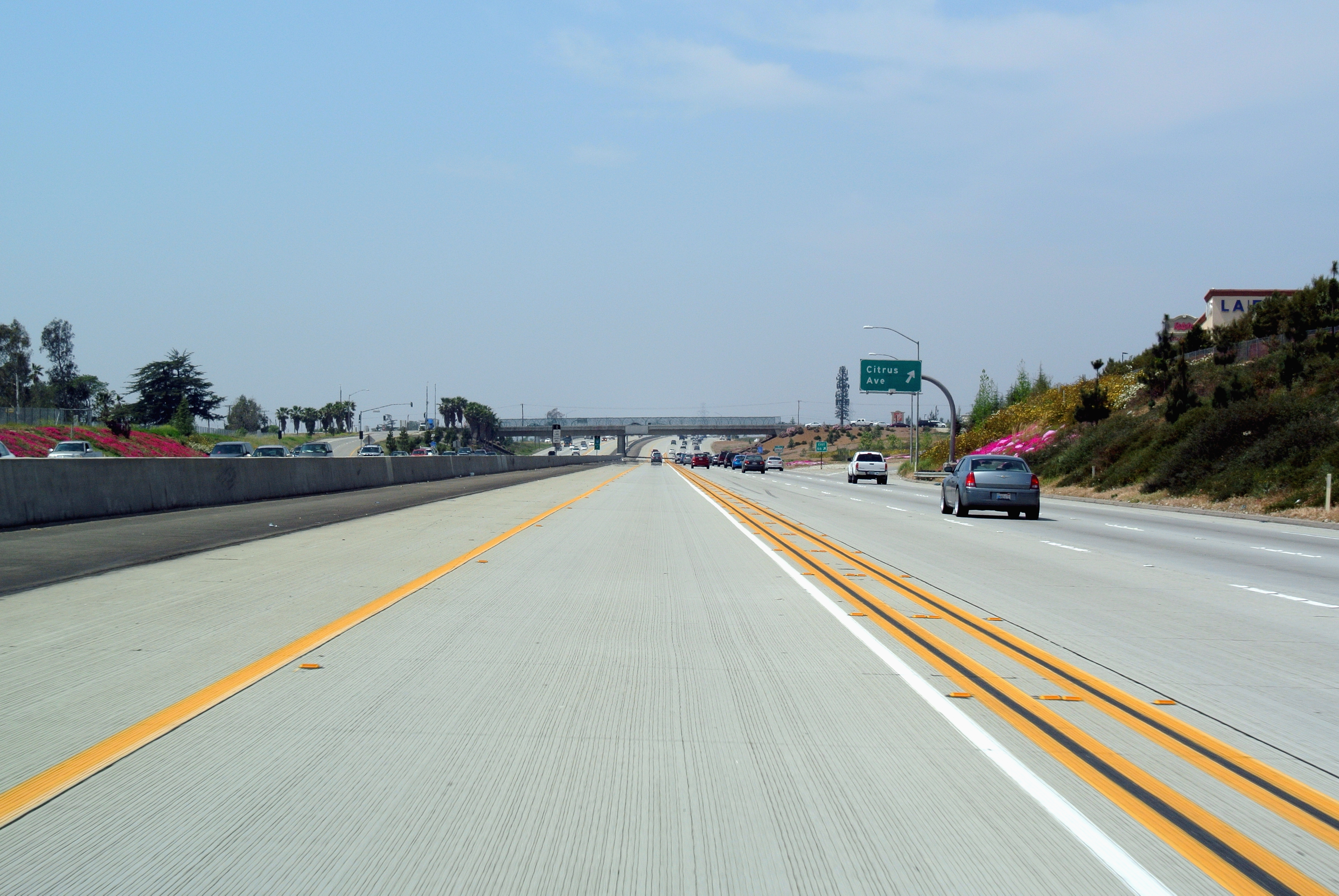
Ruta Estatal 210

| - Interestatal 10 - Interestatal 15 - Interestatal 40 - Interestatal 215 - U.S. Route 95 - U.S. Route 395 - Historic U.S. Route 66 - Ruta Estatal 18 - Ruta Estatal 38 - Ruta Estatal 58 - Ruta Estatal 60 - Ruta Estatal 62 - Ruta Estatal 66 | - Ruta Estatal 71 - Ruta Estatal 83 - Ruta Estatal 127 - Ruta Estatal 138 - Ruta Estatal 142 - Ruta Estatal 173 - Ruta Estatal 178 - Ruta Estatal 189 - Ruta Estatal 210 - Ruta Estatal 247 - Ruta Estatal 259 - Ruta Estatal 330 |

## Localidades

### Ciudades
| Ciudades del condado de San Bernardino | Incorporación | Población (2010) | Ingreso promedio del hogar (2011) |
| -------------------------------------- | ------------- | ---------------- | --------------------------------- |
| Adelanto                               | 1970          | 31.765           | $42.208                           |
| Apple Valley                           | 1988          | 69.135           | $50.664                           |
| Barstow                                | 1947          | 22.639           | $45.417                           |
| Big Bear Lake                          | 1981          | 5.019            | $31.541                           |
| Chino                                  | 1910          | 77.983           | $73.400                           |
| Chino Hills                            | 1991          | 74.799           | $101.905                          |
| Colton                                 | 1887          | 52.154           | $41.788                           |
| Fontana                                | 1952          | 196.069          | $64.058                           |
| Grand Terrace                          | 1978          | 12,040           | $64.337                           |
| Hesperia                               | 1988          | 90.173           | $48.624                           |
| Highland                               | 1987          | 53.104           | $59.419                           |
| Loma Linda                             | 1970          | 23.261           | $61.116                           |
| Montclair                              | 1956          | 36,664           | $50.959                           |
| Needles                                | 1913          | 4.844            | $30.139                           |
| Ontario                                | 1891          | 163.924          | $55.902                           |
| Rancho Cucamonga                       | 1977          | 165.269          | $78.782                           |
| Redlands                               | 1888          | 68.747           | $68.015                           |
| Rialto                                 | 1911          | 99,171           | $50.452                           |
| San Bernardino                         | 1854          | 209.924          | $40.161                           |
| Twentynine Palms                       | 1987          | 25.048           | $43.412                           |
| Upland                                 | 1906          | 73.732           | $67.449                           |
| Victorville                            | 1962          | 115.903          | $52.357                           |
| Yucaipa                                | 1989          | 51.367           | $59.596                           |
| Yucca Valley                           | 1991          | 20.700           | $45.502                           |

### Lugares designados por el censo
- Baker
- Big Bear City
- Big River
- Bloomington
- Bluewater
- Crestline
- Joshua Tree
- Homestead Valley
- Lake Arrowhead
- Lenwood
- Lucerne Valley
- Mentone
- Morongo Valley
- Mountain View Acres
- Muscoy
- Oak Glen
- Oak Hills
- Phelan
- Piñon Hills
- Reserva Militar Fort Irwin
- Running Springs
- San Antonio Heights
- Searles Valley
- Silver Lakes
- Spring Valley Lake
- Trona
- Twentynine Palms Base
- Wrightwood

### Áreas no incorporadas
| - Amboy - Angelus Oaks - Arrowbear Lake - Baldy Mesa - Bell Mountain - Blue Jay - Bryn Mawr - Cádiz - Cedar Glen - Cedarpines Park - Cima - Crafton - Crest Park - Daggett - Declezville - Del Rosa - Devore | - Earp - Essex - Fawnskin - Forest Falls - Fort Irwin - Goffs - Green Valley Lake - Guasti - Halloran Springs - Havasu Lake - Helendale - Hinkley - Ivanpah - Johnson Valley - Kelso - Landers - Ludlow | - Lytle Creek - Mojave Heights - Mount Baldy - Mountain Pass - Nebo Center - Newberry Springs - Nipton - Oro Grande - Patton - Parker Dam - Pioneertown - Red Mountain - Rimforest - Skyforest | - Sugarloaf - Sunfair - Sunfair Heights - Twin Peaks - Vidal - Vidal Junction - Yermo - Zzyzx |